# 1,8-Diazabicyclo(5.4.0)undec-7-en
1,8-Diazabicyclo[5.4.0]undec-7-en, hay DBU, là một hợp chất hóa học thuộc nhóm amidine. DBU được sử dụng làm chất xúc tác, một phối tử tạo phức và một base non-nucleophil trong tổng hợp hữu cơ.

## Tần suất xảy ra
Mặc dù DBU có sẵn trên thị trường đều được sản xuất tổng hợp, chất này vẫn có thể phân lập được từ bọt biển Niphates digitalis. Quá trình sinh tổng hợp DBU có nguyên liệu ban đầu là 1,6-hexanedial và 1,3-diaminopropan.

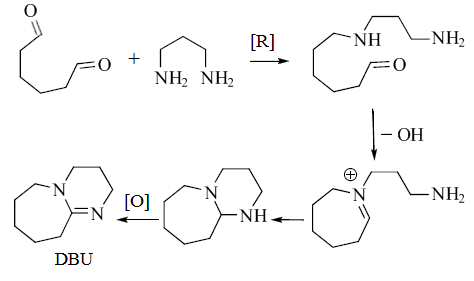
Con đường sinh tổng hợp DBU trong bọt biển được đề xuất.

## Ứng dụng
DBU được sử dụng làm chất xúc tác, làm phối tử tạo phức và một base non-nucleophil. DBU cũng được sử dụng để làm chất làm cứng (chất đóng rắn) cho nhựa epoxy.
DBU được sử dụng để tách fulleren khỏi trimethylbenzen. DBU phản ứng với C70 và fulleren cao hơn, nhưng không phản ứng với C60.
DBU cũng được sử dụng làm chất xúc tác trong sản xuất polyurethan. Trong quá trình tổng hợp acetylen ở đầu aryl và styryl, DBU mang đặc tính của một base và một nucleophile.